# Sara Thygesen
Sara Thygesen (født 20. januar 1991) er en dansk badmintonspiller, der har specialiseret sig i double. Hun begyndte at spille badminton i Gårslev i 2002. Hun fik en pris for bedste kvindelige atlet i året 2007 i sin hjemby Fredericia. I 2014 kom hun på Danmarks nmbadmintonlandshold, og i 2015 vandt hun en guldmedalje ved de europæiske lege med sin partner i mix double Niclas Nøhr.